# Buonanotte buonanotte/Capisco
Buonanotte buonanotte/Capisco è il 122° singolo di Mina, pubblicato a maggio del 1980 dall'etichetta privata dell'artista PDU e distribuito dalla EMI Italiana.

## Descrizione
Diventa una consuetudine annuale dell'artista pubblicare in primavera un unico singolo che anticipa i due volumi dell'album autunnale di inediti.
Con Buonanotte Buonanotte, scritto da Carla Vistarini e Fabio Massimo Cantini,  a soli 17 anni, il primogenito di Mina, Massimiliano Pani diventa ufficialmente autore, compositore e arrangiatore di canzoni, in seguito sarà anche manager discografico e produttore per l'azienda di famiglia PDU, sempre sostenuto e accompagnato dalla piena fiducia e soddisfazione della madre.
Successo in classifica quasi identico al 45 giri precedente; sale in classifica settimanale fino al nono posto e a fine anno sarà il 49º disco sui 100 più venduti.
Del disco esiste una stampa promozionale per jukebox (PDU PA JB 148) la cui vendita è vietata al pubblico.

## Tracce
Edizioni musicali PDU.
Lato A
1. Buonanotte buonanotte – 5:07 (testo: Carla Vistarini – musica: Fabio Massimo Cantini)

Lato B
1. Capisco – 6:10 (Massimiliano Pani)